# Gyanpur
Gyanpur es un pueblo y nagar Panchayat situado en el distrito de Sant Ravidas Nagar en el estado de Uttar Pradesh (India). Su población es de 12808 habitantes (2011). 

## Demografía
Según el censo de 2011 la población de Gyanpur era de 12808 habitantes, de los cuales 6908 eran hombres y 5900 eran mujeres. Gyanpur tiene una tasa media de alfabetización del 83,27%, superior a la media estatal del 67,68%: la alfabetización masculina es del 89,33%, y la alfabetización femenina del 76,12%.